# Cándido del Barrio Santiago
Cándido del Barrio Santiago (Madrid, 11 de junio de 1937) es un exfutbolista español que jugaba en la demarcación de centrocampista.

## Trayectoria
Tras formarse en clubes como el Villarrobledo y el Atlético madrileño, finalmente en 1959 se marchó al Cádiz CF. Hizo su debut con el club en segunda división el 20 de marzo de 1960 contra la Levante UD, donde ganó el equipo levantino tras un gol de Manuel Folch. Jugó tan solo tres partidos con el equipo gaditano, siendo uno un partido de play-off para evitar el descenso. En la temporada 1960/61 se fue traspasado al Granada CF, haciendo su debut en primera división. Jugó en el club durante cuatro temporadas «una en primera y tres en segunda» llegando a disputar 60 partidos y anotando dos goles. Tras marcharse en 1964 al CD Constancia, finalizó su carrera como futbolista.

## Clubes
| Club          | País   | Año         | Partidos | Goles |
| ------------- | ------ | ----------- | -------- | ----- |
| Cádiz CF      | España | 1959 - 1960 | 3        | 0     |
| Granada CF    | España | 1960 - 1964 | 60       | 2     |
| CD Constancia | España | 1964 - 1965 | 5        | 0     |